# Едноцветен бързолет
Едноцветен бързолет (Apus unicolor) е вид птица от семейство Бързолетови (Apodidae).

## Разпространение и местообитание
Разпространен е в Испания, Мароко и Португалия.